# シュレージエン戦争

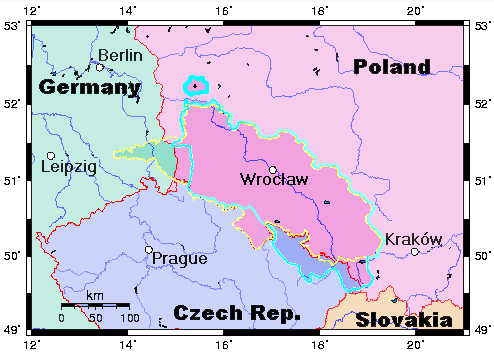
シュレージエン境界と現在の国境図。青がオーストリア時代の境界、黄色がプロイセン時代におけるシュレージエン州の境界。

シュレージエン戦争（シュレージエンせんそう、ドイツ語: Schlesische Kriege）は、18世紀中ごろにマリア・テレジアを君主に戴くハプスブルク帝国（オーストリア）とフリードリヒ2世を君主に戴くプロイセン王国が中央ヨーロッパのシュレージエン地方（現ポーランド南西部）の帰属を巡って戦った3度の戦争の総称。うち、第一次戦争（1740年 – 1742年）と第二次戦争（1744年 – 1745年）はオーストリア継承戦争の局地戦であり、プロイセンはオーストリアの分割を目指す同盟の一員として参戦した。第三次戦争（1756年 – 1763年）は七年戦争の局地戦であり、オーストリア率いる同盟がプロイセン領の奪取を目指した。英語読みでシレジア戦争（シレジアせんそう、Silesian Wars）とも。
プロイセンは第一次シュレージエン戦争の開戦事由に数世紀前からのシュレージエンの一部への領土主張を挙げたが、戦争勃発にはレアルポリティークと地政戦略上の影響もみられる。女性であるマリア・テレジアが1713年の国事詔書に基づきハプスブルク帝国を継承することに各国から異議が唱えられたため、プロイセンがザクセン選帝侯領やバイエルン選帝侯領を出し抜いて勢力を増す機会となった。
3度の戦争とも概ねプロイセンの勝利に終わり、オーストリアはシュレージエンの大半をプロイセンに割譲した（後のプロイセン領シュレージエン州）。このときオーストリアに残された領域をオーストリア領シュレージエンといい、後のチェコ領スレスコとなった。
大国オーストリアと比べて小国であるプロイセンがオーストリアに打ち勝ったことにより、プロイセンは列強入りを果たした上、ドイツにおけるプロテスタント諸国の盟主という地位に上り詰め、一方カトリック国家であるオーストリアはその敗北により名声を大きく損なった。シュレージエン戦争は普墺角逐の始まりとされ、このことは1866年の普墺戦争にいたるまで1世紀以上のドイツ史に大きな影響を与えることとなった。

## 背景

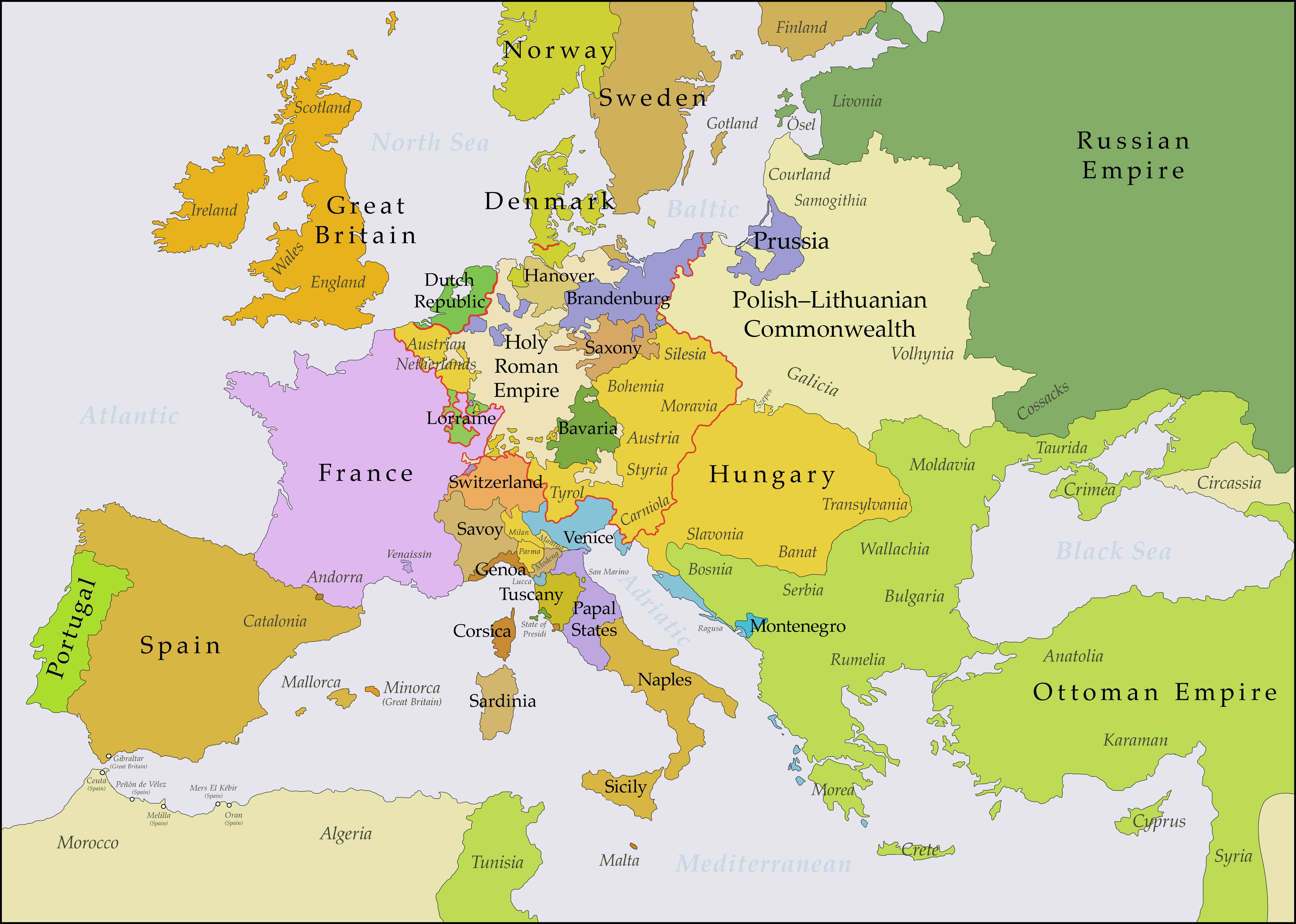
1738年のウィーン条約以降の欧州

ブランデンブルク辺境伯領に隣接するハプスブルク帝国（オーストリア）領シュレージエンは18世紀初頭には人口が多く、経済も繁栄した地域になっていたが、ブランデンブルク辺境伯領とプロイセン王国（ブランデンブルク＝プロイセン）を統治するホーエンツォレルン家はシュレージエン領内にある諸公国への領有権を主張していた。シュレージエンは税収、工業生産、兵士といった資源の価値のほか、地政戦略的にも重要性を有した。すなわち、オーデル川上流の渓谷によってブランデンブルク、ボヘミア、モラヴィア間の進軍が容易なものとなっているため、それらの地域を領有する国は隣国への脅威になる。また、シュレージエンが神聖ローマ帝国の北東部辺境にあたるため、シュレージエンを領有する国はポーランドとロシアのドイツに対する影響力を制限する力をも有することになる。

### ブランデンブルク＝プロイセンの領有権主張
シロンスク・ピャスト家のレグニツァ公フリデリク2世とホーエンツォレルン家のブランデンブルク選帝侯ヨアヒム2世ヘクトルは1537年に継承条約を締結し、シロンスク・ピャスト家が断絶した場合にはホーエンツォレルン家がレグニツァ公国、ブジェク公国、ヴォウフを継承することを定めた。しかし、シロンスク諸公国の宗主であるボヘミア王はハプスブルク家のフェルディナント1世であり、彼は条約を拒絶し、ホーエンツォレルン家に圧力をかけて条約を拒否させた。1603年、ブランデンブルク選帝侯ヨアヒム・フリードリヒは親族のブランデンブルク＝アンスバッハ辺境伯ゲオルク・フリードリヒからクルノフ公国（ドイツ語でイェーゲルンドルフ公国。シロンスク諸公国の1つ）を継承し、次男ヨハン・ゲオルクに公位を譲った。
1618年にボヘミア反乱が勃発したことで三十年戦争が始まると、ヨハン・ゲオルクはほかのシロンスク諸公国とともに反乱に加担し、カトリックの神聖ローマ皇帝フェルディナント2世に反旗を翻した。反乱は1621年にカトリック側が白山の戦いで勝利したことで鎮圧され、フェルディナント2世はヨハン・ゲオルクの領国を没収し、ヨハン・ゲオルクの死後もその後継者への返還を拒否したが、歴代ブランデンブルク選帝侯は自身こそがクルノフ公国の正当な統治者であると主張し続けた。1675年にシロンスク・ピャスト家最後の君主であるレグニツァ公イェジ・ヴィルヘルムが死去すると、ブランデンブルクの「大選帝侯」フリードリヒ・ヴィルヘルムはレグニツァ、ブジェク、ヴォウフの継承を主張したが、時の皇帝レオポルト1世はフリードリヒ・ヴィルヘルムの主張を無視し、イェジ・ヴィルヘルムの領地を帝国領に併合した。
1685年、オーストリアが大トルコ戦争で戦っている中、レオポルト1世はフリードリヒ・ヴィルヘルムにシュレージエンへの領土主張を取り下げさせ、大トルコ戦争でオーストリアに軍事援助を与える代償として、シュレージエンの飛地であるシュヴィーブスをブランデンブルクに割譲した。しかし、フリードリヒ・ヴィルヘルムの息子フリードリヒ3世（後のプロイセン王フリードリヒ1世。1688年に選帝侯に即位）が父の後を継いで選帝侯になると、レオポルト1世はフリードリヒ・ヴィルヘルム一代限りでシュヴィーブスを割譲したとして、シュヴィーブスの支配権を取り戻した。フリードリヒ3世は負債の一部をレオポルト1世に肩代わりさせることで、この再占領を秘密裏に承認したが、後に合意を反故にし、クルノフ公国と元シロンスク・ピャスト家領への請求を再開した。

### オーストリアの継承問題

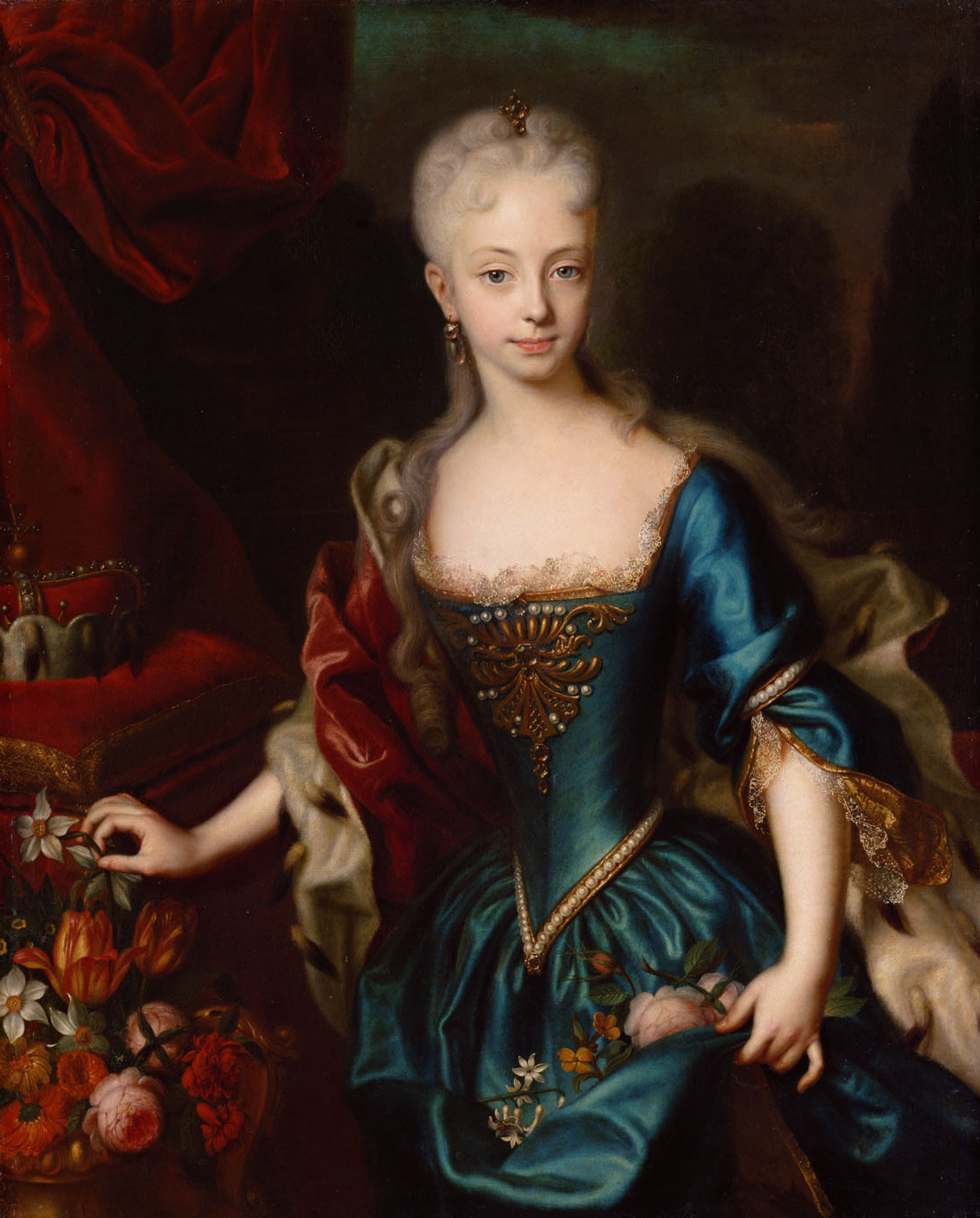
マリア・テレジア (Andreas Møller 画)

時代を下って1740年5月、即位したばかりのプロイセン王フリードリヒ2世は再びシュレージエンの領有を目指した。彼はシュレージエンへの請求が正当であると考え、また父フリードリヒ・ヴィルヘルム1世からよく訓練された大軍であるプロイセン陸軍を継承し、国庫の状態も健全だった。一方、オーストリアは財政状況が悪く、軍も直近のオーストリア・ロシア・トルコ戦争で不名誉な敗北を喫したにもかかわらず増強も改革もなされなかった。ヨーロッパの情勢もプロイセンの先制攻撃に有利だった。グレートブリテン王国とフランス王国はお互いに注目していてヨーロッパ全体を見ておらず、ロシア帝国とスウェーデン王国はハット党戦争で戦っており、バイエルン選帝侯領とザクセン選帝侯領はオーストリアへの継承権を主張できる立場にあるため攻撃に参加する可能性があった。ホーエンツォレルン家による請求権は法律上の開戦事由になったが、実際にはレアルポリティークと地政戦略上の理由が戦争勃発の主因である。
フリードリヒ2世にとって機会となったのは、1740年10月に神聖ローマ皇帝カール6世が男子継承者を残さずに死去したときだった。1713年の国事詔書により、カール6世は長女マリア・テレジアを継承者に定め、マリア・テレジアはカール6世に伴いオーストリアの統治者になり、ハプスブルク帝国のうちボヘミアとハンガリーの領地も継承した。国事詔書はカール6世の存命中にはほとんどの帝国諸侯からの承認を受けたが、多くの諸侯はカール6世の死後すぐに承認を拒否した。フリードリヒ2世はこれを好機とみて、ヴォルテールに「ヨーロッパの古い政治体制を一新する時が来ました」と書き送った。
フリードリヒ2世はシュレージエンが世襲領地ではなく、帝国の王冠領の一部としてハプスブルク家が所有するにすぎないので、国事詔書はシュレージエンには適用されないとした。さらに、父フリードリヒ・ヴィルヘルム1世が国事詔書の承認に同意したとき、その見返りとしてラインラントのユーリヒ公国とベルク公国への請求の支持をとりつけたが、オーストリアがその義務を果たさなかったとした。
一方、バイエルン選帝侯カール・アルブレヒトとザクセン選帝侯フリードリヒ・アウグスト2世はそれぞれカール6世の兄ヨーゼフ1世の娘と結婚しており、この結婚をハプスブルク家領への請求の根拠とした。中でもフリードリヒ・アウグスト2世はアウグスト3世としてポーランド・リトアニア共和国の国王にも就任しており、シュレージエンを領有することで自領であるザクセンとポーランドが一続きになる（同時にブランデンブルクをほぼ包囲する形になる）。この最悪の結果を防ぐためにも、プロイセンは急いで行動を起こさなければならなかった。

## 第一次シュレージエン戦争

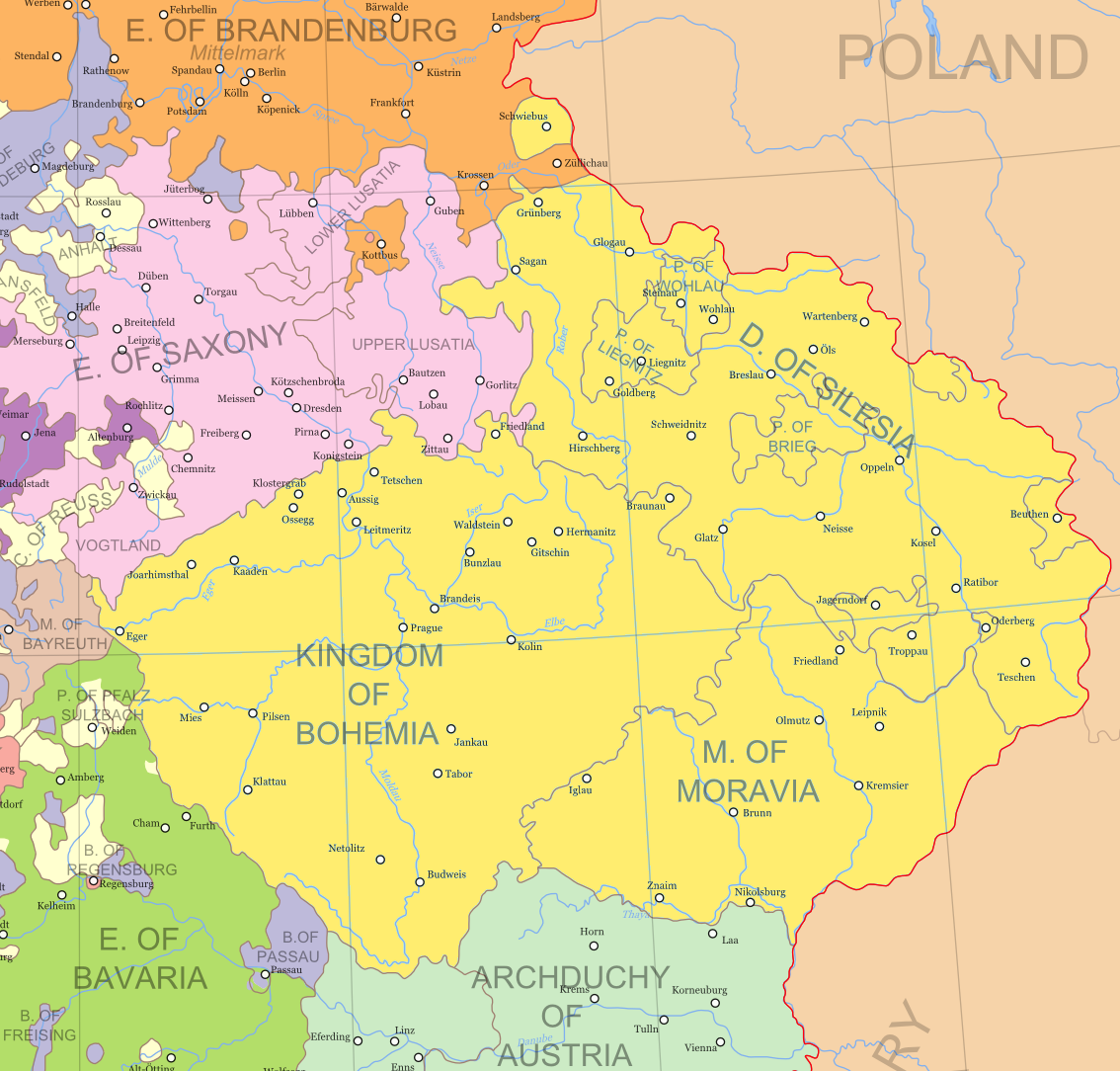
1742年にシュレージエンがブランデンブルク＝プロイセンに割譲されるまで、ハプスブルク家が統治したボヘミア王冠領の地図。

1740年10月20日にカール6世が死去すると、フリードリヒ2世はすぐに先制攻撃を決めて11月8日にプロイセン陸軍の動員を命じ、12月11日にマリア・テレジアに最後通牒を突き付けてシュレージエンの割譲を要求した。シュレージエン割譲の代償として、フリードリヒ2世はそれ以外のハプスブルク家領への攻撃を防ぐこと、多額の賠償金を支払うこと、国事詔書を承認することと、神聖ローマ皇帝選挙でブランデンブルク選帝侯としての票をマリア・テレジアの夫フランツ・シュテファン・フォン・ロートリンゲンに投じることを提案した。
フリードリヒ2世は返事を待たず、12月16日にプロイセン軍を率いて、宣戦布告せずに国境を越えてシュレージエンに侵入した。以降1741年1月末までにシュレージエンのほぼ全域を占領し、残るグローガウ、ブリーク、ナイセのオーストリア3拠点を包囲した。オーストリア軍は3月末にナイセの包囲を解いたが、4月10日のモルヴィッツの戦いでプロイセン本軍に敗北したため、プロイセンのシュレージエン支配は揺るぎないものとなった。
ヨーロッパ諸国はオーストリアがモルヴィッツの戦いで敗れ、プロイセン軍の侵攻を阻止できなかったことに勇気づけられ、オーストリアへの攻撃に踏み切った。これにより戦争は単なるシュレージエンをめぐる紛争にとどまらずオーストリア継承戦争に発展し、以降数か月の間、バイエルン、ザクセン、フランス、ナポリ、スペインが各地でオーストリア領を攻撃するが、フリードリヒ2世はイギリスの催促と仲介もあってマリア・テレジアとの秘密講和交渉を開始、10月9日にクラインシュネレンドルフの密約と呼ばれる秘密停戦協定を締結した。この密約により、オーストリアは講和の代償として、来たる講和条約で下シュレージエンを割譲することに同意した。
オーストリアが自軍を他の敵軍への対処にあて、失地を回復し始めると、フリードリヒ2世はオーストリアに密約を履行してシュレージエンの割譲に応じるつもりがないと判断し、協定の無効を宣言して進軍を再開した。1741年12月、プロイセン軍はモラヴィアに進軍して首府オルミュッツを占領、ボヘミア辺境のグラーツ要塞を包囲した。1742年1月、皇帝選挙が行われ、バイエルン選帝侯カール・アルブレヒトが（カール7世として）神聖ローマ皇帝に当選した。2月、フリードリヒ2世はザクセン軍とフランス軍とともにモラヴィアを経由してウィーンへの進軍をはじめたが、フランス軍が非協力的な態度をとったためウィーンへの進軍の計画は4月に放棄され、プロイセン軍はボヘミアと上シュレージエンへ撤退した。
オーストリア軍はボヘミアへの反攻を試み、5月17日のコトゥジッツの戦いでフリードリヒ2世率いるプロイセン軍と交戦したが敗北した。これによりオーストリアは連合軍をボヘミアから追い出す手段を持たない状況になり、ブレスラウでプロイセンとの講和交渉を再開した。イギリスからの圧力により、オーストリアはシュレージエンの大半とボヘミアのグラーツ伯領の割譲に同意、シュレージエンの南端にあるわずかな領土（クルノフ、オパヴァ、ヌィサ三公国の一部、およびチェシン公国）のみ維持することとなった。また、プロイセンはシュレージエンの資産を担保にしたオーストリアの負債の一部を肩代わりすることに同意し、オーストリア継承戦争における中立維持にも同意した。この合意は1742年6月11日のブレスラウ条約で採択され、7月28日のベルリン条約で正式に確認された。

## 第二次シュレージエン戦争

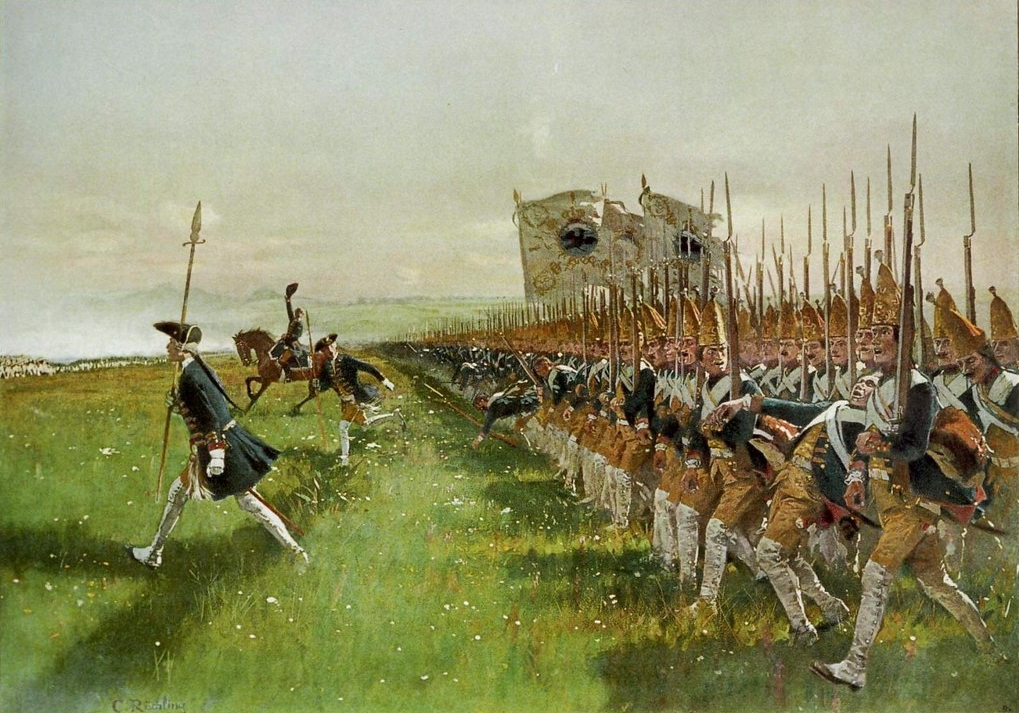
ホーエンフリートベルクの戦い

プロイセンと講和したことで、オーストリアとその同盟国であるイギリスとハノーファー選帝侯領（両者は同君連合）は反転攻勢に出て、フランスとバイエルンが1741年に占領した地域を奪い返すことができた。オーストリアは1743年中までにボヘミアを回復し、フランス軍をライン川の向こうに追い返した上でバイエルンを占領した。イギリス、オーストリア、サルデーニャ王国は1743年9月のヴォルムス条約で改めて同盟を締結したが、これはマリア・テレジアが他所の戦闘を片付けたらシュレージエンの奪回に動くのではないかという、フリードリヒ2世の疑念を引き起こすことになった。そのため、フリードリヒ2世は1744年8月7日に改めて皇帝カール7世を代表して戦争への介入を表明し、8月15日に自軍を率いてボヘミアとの国境を越えたことで、第二次シュレージエン戦争が勃発した。
プロイセン軍はプラハ周辺に集結したのち9月16日にプラハを占領したが、これによりオーストリア軍はフランスからバイエルン経由で撤退してきた。フランス軍がオーストリア軍の行軍への妨害に失敗したため、オーストリア軍は消耗も少なく、素早くボヘミアに戻ってきた。フリードリヒ2世はプラハ周辺に軍を集結させて決定的な会戦に持ち込もうとしたが、オーストリア軍の指揮官オットー・フェルディナンド・フォン・トラウンは会戦を避けてプロイセン軍の補給線の撹乱に専念、結局プロイセン軍は11月にボヘミアを放棄して上シュレージエンに撤退せざるを得なかった。

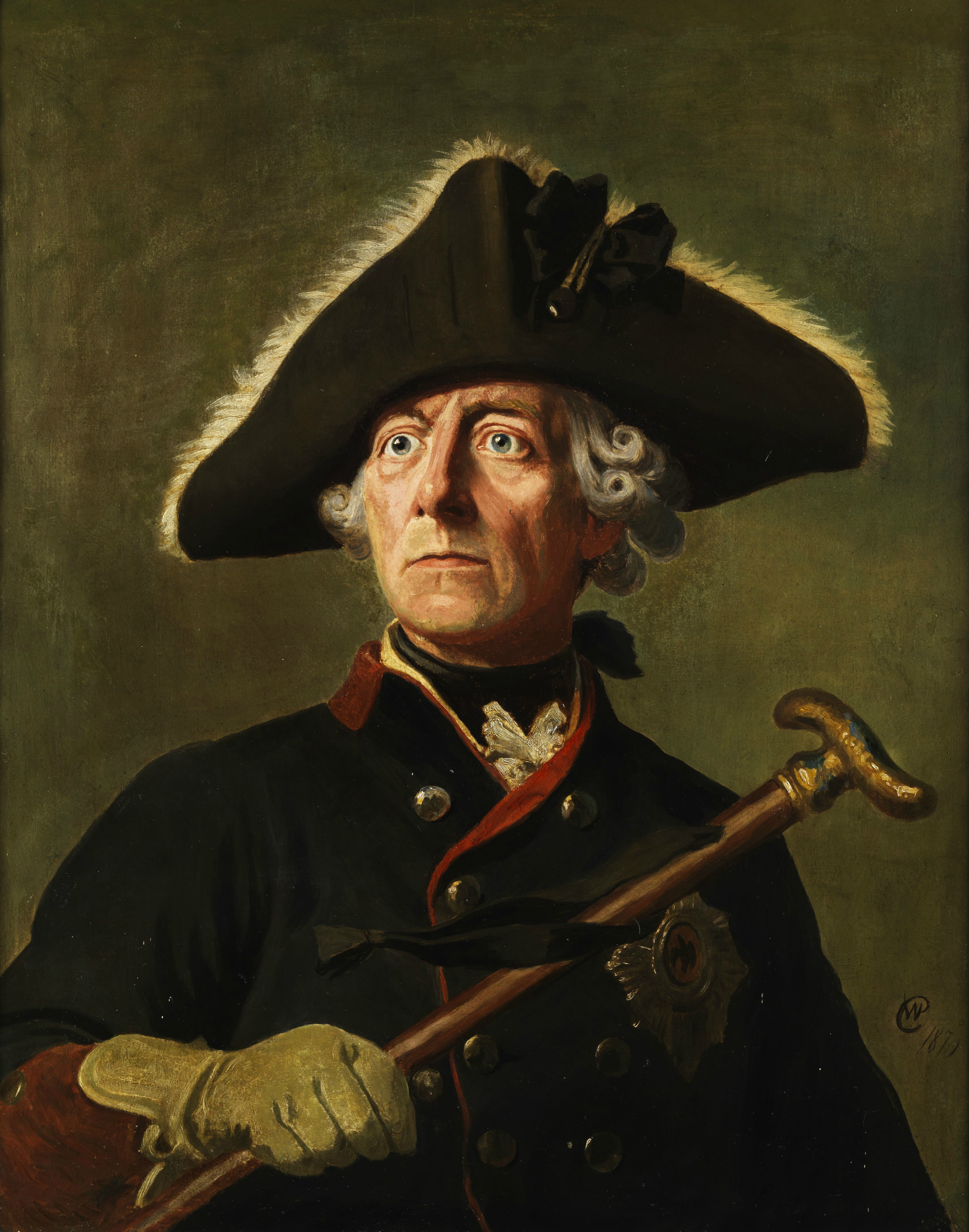
プロイセン国王 フリードリヒ2世(ヴィルヘルム・カンプハウゼン 画)

1745年1月、オーストリアはワルシャワ条約を締結して、イギリス、ザクセン、ネーデルラント連邦共和国（オランダ）との「四国同盟」を結んだ。一方、プロイセン側は皇帝カール7世が1745年1月20日に死去したため大義名分を失った。このような情勢の中、オーストリアは1745年3月にバイエルンへの攻勢を再開、4月15日のプファッフェンホーフェンの戦いでフランス＝バイエルン連合軍に決定的な勝利を収めたことで4月22日のフュッセン条約の締結に成功、バイエルン選帝侯マクシミリアン3世ヨーゼフ（カール7世の息子）と講和した。
バイエルンを撃破した後、オーストリアはシュレージエン侵攻をはじめた。5月末、オーストリア＝ザクセン連合軍はクルコノシェ山脈を越えてシュレージエンに侵入するも、フリードリヒ2世に奇襲されて4月6日のホーエンフリートベルクの戦いで大敗、シュレージエンを素早く回復する希望は失われた。プロイセン軍はオーストリア＝ザクセン連合軍を追撃してボヘミアに侵入、エルベ川沿岸で野営しつつ講和交渉を求めた。マリア・テレジアはその後の数か月で神聖ローマ帝国の選帝侯からの支持を確保、9月13日の皇帝選挙で夫フランツ・シュテファン・フォン・ロートリンゲンを（フランツ1世として）皇帝に当選させ、戦争の目標の1つを達成した。
9月29日、オーストリア軍はボヘミアにあるプロイセン軍営に奇襲をかけ（ゾーアの戦い）、兵力上の優勢もあったものの結局は敗北を喫した。その後、プロイセン軍は補給の不足により、上シュレージエンに撤退して冬営に入った。11月、オーストリアとザクセンはブランデンブルクへの奇襲侵攻を準備し、首都ベルリンを攻め落として戦争を一気に終結させようとしたが、フリードリヒ2世に先手を打たれ11月23日に奇襲を受け（ヘンネルスドルフの戦い）、オーストリア軍は混乱に陥って散らされた。一方、アンハルト＝デッサウ侯レオポルト1世率いるプロイセン軍の別働隊はザクセン西部に進軍、12月15日のケッセルスドルフの戦いでザクセン本軍を撃滅、直後にザクセン首都ドレスデンを占領した。
ドレスデンでの講和交渉は素早く進み、マリア・テレジアはプロイセンによるシュレージエンとグラーツ領有を承認、フリードリヒ2世はフランツ1世を神聖ローマ皇帝として承認し、オーストリア継承戦争における中立を再び約束した。また、ザクセンはオーストリア側で参戦した代償としてプロイセンに100万ライヒスターラーの賠償金を支払った。第二次シュレージエン戦争を終結させるドレスデン条約は1745年12月25日に締結され、プロイセンの戦争目的であるシュレージエンにおける戦争前の原状回復は達成された。

## 第三次シュレージエン戦争

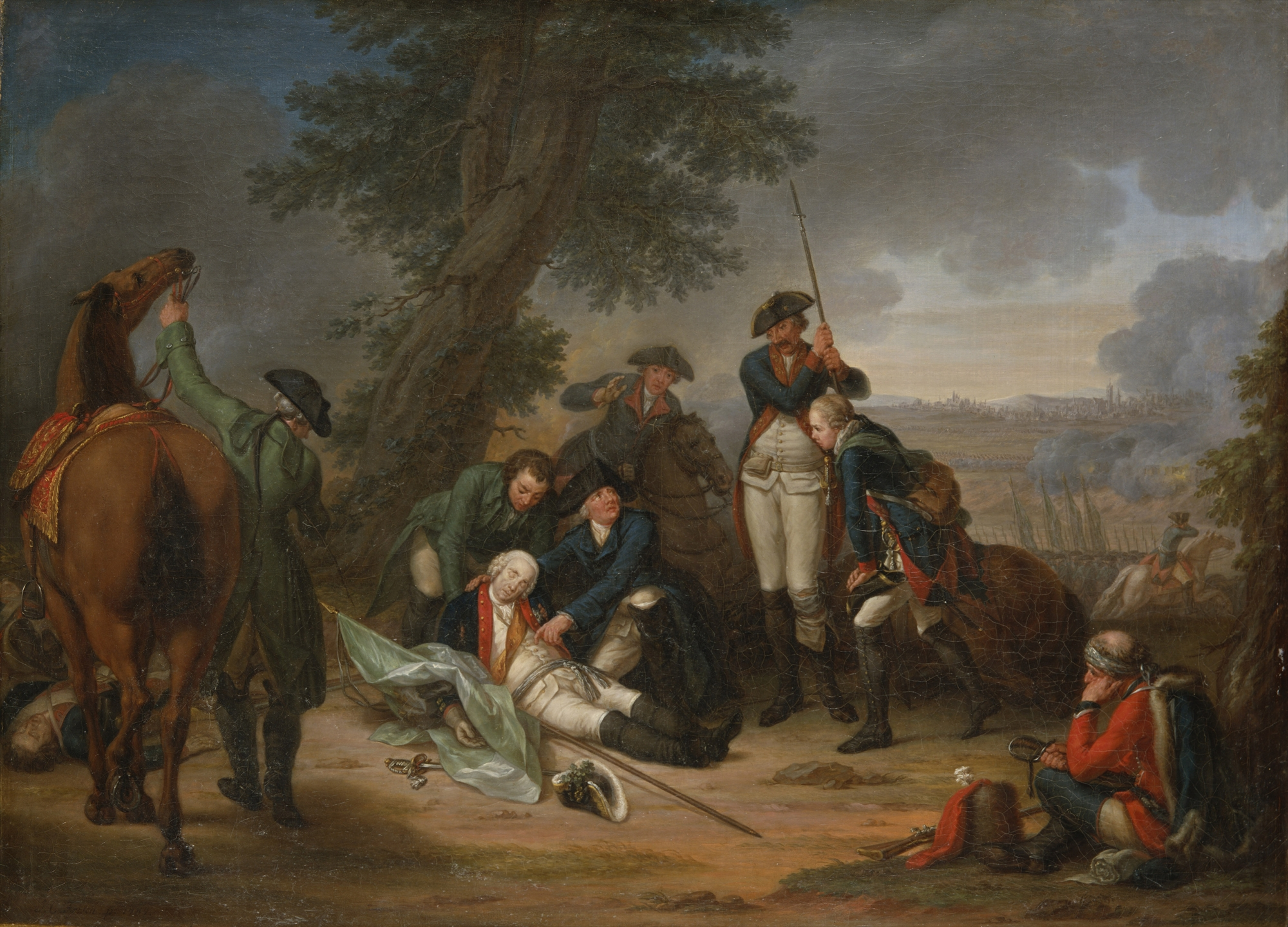
1757年のプラハの戦いで戦死するプロイセン元帥クルト・クリストフ・フォン・シュヴェリーン、ヨハン・クリストフ・フリッシュ作。

マリア・テレジアはシュレージエン戦争における2度の敗北にめげず、シュレージエン奪回のために自軍の再建と外国との同盟締結を目指した。これにより、オーストリアはいわゆる外交革命に踏み切り、1756年に英墺同盟を放棄して仏墺同盟を締結した。オーストリア、フランス、ロシア帝国が反プロイセン同盟を形成する中、フリードリヒ2世は今度も先制攻撃を仕掛け、1756年8月29日に隣国ザクセンに侵攻する形で第三次シュレージエン戦争を勃発させた。
オーストリアとプロイセン間の戦争にそれぞれの同盟国が続々と参戦したことで、第三次シュレージエン戦争は瞬く間にヨーロッパ全体を巻き込む七年戦争に発展した。プロイセンは1756年末までにザクセンを占領し、1757年初にはボヘミアに進軍し、数度の会戦に勝利しつつプラハに迫った。5月、プロイセン軍はプラハの戦いで多大な損害を出しながらプラハの守備軍を撃破、続いてプラハの包囲に取り掛かった。オーストリア軍は反撃に転じて6月18日のコリンの戦いに勝利し、プロイセン軍をボヘミアから追い出した。一方でロシア軍とスウェーデン軍がそれぞれ東と北から進軍してきたため、プロイセンは軍を割いて対処しなければならなかった。ロシア軍は8月30日に東プロイセンでグロース＝イェーゲルスドルフの戦いに勝利したが、兵站問題がついて回ったため進軍が遅れた。
1757年末、オーストリア軍とフランス軍は西から進軍してザクセンを奪回しようとしたが、11月5日のロスバッハの戦いで大敗を喫した。これによりプロイセンが一時的にザクセンを確保した上、フランスがシュレージエン戦争への深入りを回避する一因となった。同時期にはオーストリア軍がシュレージエンを侵攻したが、これも12月5日のロイテンの戦いで大敗して失敗に終わり、さらに追撃を受けてボヘミアまで押し返された。その後の冬季戦役ではプロイセン＝ハノーファー連合軍がヴェストファーレン地方で攻勢に出てフランス軍をライン川の向こうに押し返し、以降プロイセンが西から侵攻される脅威はなくなった。

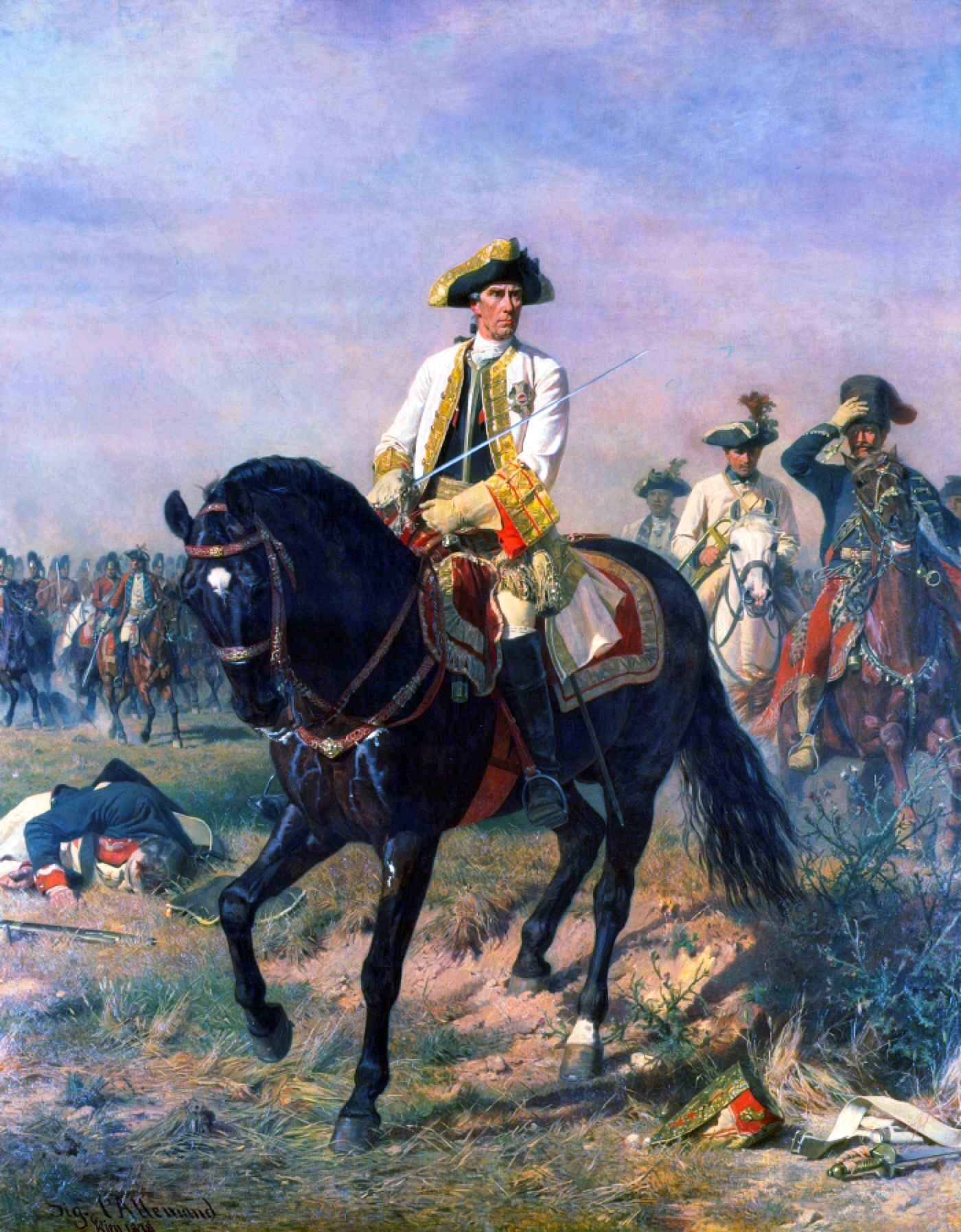
1759年のクネルスドルフの戦いにおけるオーストリア軍指揮官エルンスト・ギデオン・フォン・ラウドン。ジークムント・ラルマンド作、1878年。

1758年、プロイセンはモラヴィアを侵攻し、5月末にオルミュッツを包囲した。しかしオーストリア軍の守備が強かったため包囲がなかなか終わらず、プロイセン軍の補給は6月末には尽きていた。さらに6月30日のドームシュタットルの戦いでプロイセンの主要補給部隊がオーストリア軍に遮られ撃破されたため、プロイセン軍は包囲を切り上げて上シュレージエンに撤退した。一方のロシア軍は東プロイセン経由でブランデンブルクに向けて進軍、8月25日のツォルンドルフの戦いでプロイセン軍と交戦したが、両軍ともに大きな損失を出す引き分けとなった。オーストリア軍はザクセンに進軍し、10月14日のホッホキルヒの戦いで勝利するものの進軍自体はほとんど進まなかった。
1759年、オーストリア軍とロシア軍は合流してブランデンブルク東部に進軍、8月12日のクネルスドルフの戦いでプロイセン軍に大勝したが、プロイセン軍への追撃も首都ベルリンの占領もしなかった。戦闘直後のフリードリヒ2世は戦争に負けたと確信するほどだったが、同盟側の内部不和や同盟軍将官の優柔不断さにより救われた。フリードリヒ2世は後にこの出来事をブランデンブルクの奇跡と呼んだ。オーストリア軍はその後の数か月間にドレスデンを含むザクセンの大半を奪回、以降年末までザクセンで散発的な小競り合いを戦った。
1760年、オーストリア軍は下シュレージエンに進軍、プロイセン軍とお互いを意識しつつ行軍したのち8月15日にリーグニッツの戦いを戦った。プロイセン軍が戦闘に勝利したため、オーストリア軍の進軍は止まり、下シュレージエンはプロイセン軍の手に戻った。1760年10月にオーストリア軍とロシア軍が短期間ベルリンを占領した後、11月3日にプロイセンとオーストリア本軍がトルガウの戦いを戦い、両軍とも多大な犠牲を出しつつプロイセン軍が辛勝した。そして、1761年になると、プロイセン軍とオーストリア軍は長年の戦争に疲労が溜まり、両軍とも進軍が少なかったが、ポンメルン戦争とブランデンブルク戦線ではロシア軍の攻勢により翌年までには決着する勢いとなった。
しかし、そこで事態が大きく変化した。オーストリアの同盟者であるロシア女帝エリザヴェータが1762年1月に死去し、親プロイセン派のピョートル3世が皇帝に即位したのである。ピョートル3世はロシア軍を即座にベルリンとポンメルンから撤退させ、5月5日のサンクトペテルブルク条約でプロイセンと講和した。ピョートル3世はわずか数か月後に廃位、暗殺されたが、プロイセンが戦況を逆転させるには十分であり、後任のロシア皇帝エカチェリーナ2世は再参戦しなかった。この時点では交戦国がいずれも疲弊しており、1762年末より講和交渉が始まっていた。結局、シュレージエンについては戦争前の原状回復が合意され、1763年2月のフベルトゥスブルク条約でプロイセンによるシュレージエン領有が確定した。また、プロイセンは神聖ローマ皇帝選挙でマリア・テレジアの息子ヨーゼフ大公を支持することを約束した。

## 影響

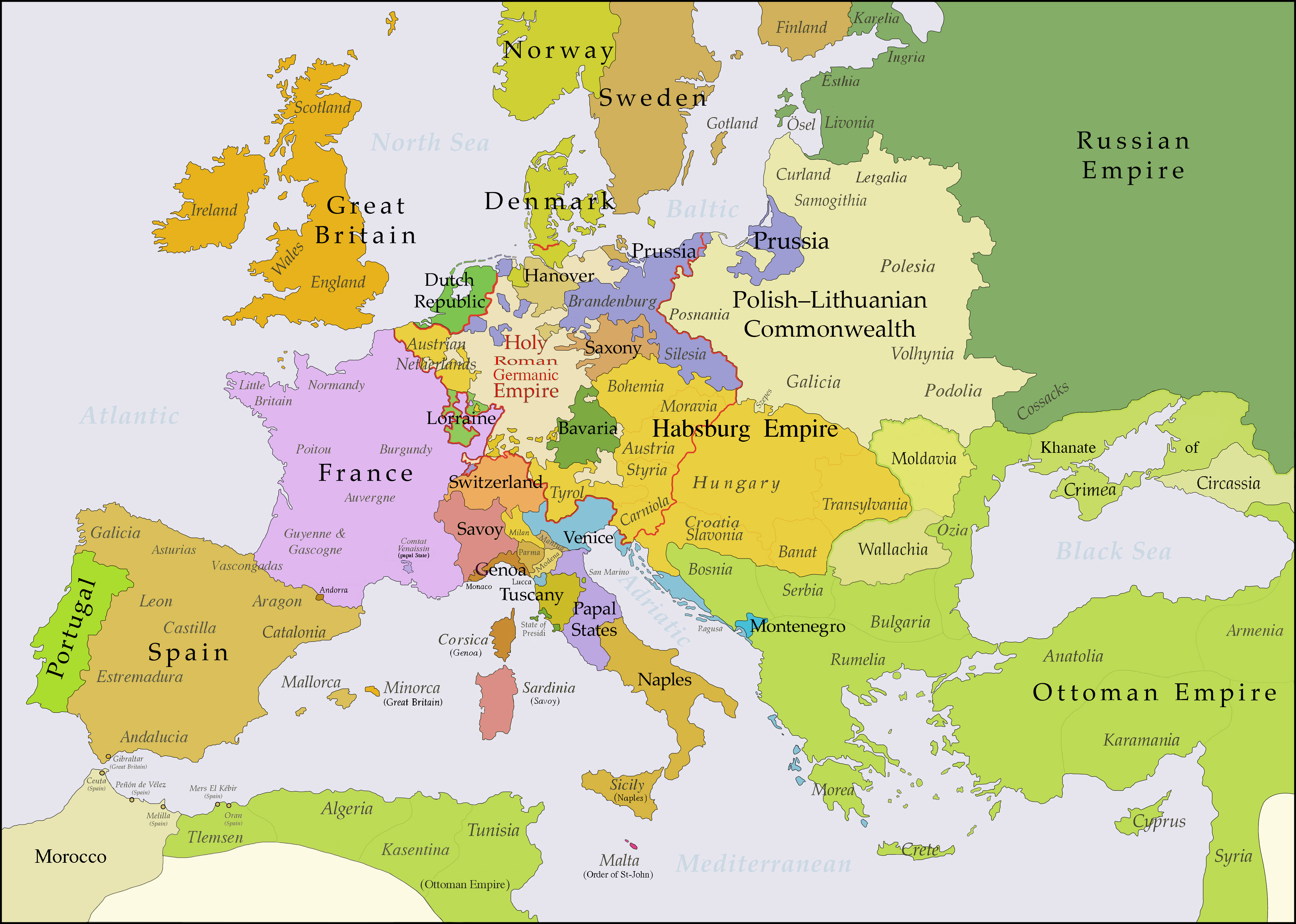
1763年、第三次シュレージエン戦争の終結時点のヨーロッパ。シュレージエンはこの時点でプロイセン領となっている。

同時代の人物からの意見でも、その後の歴史学においてもシュレージエン戦争がプロイセンの勝利に終わったということが通説となっている。プロイセンは第一次戦争でハプスブルク家が長年所有していた領地を奪取しそれを死守、第二次と第三次戦争でも戦争前の原状回復という結果でプロイセンの領有を再確認した。これによりプロイセンは35,000平方キロメートル (14,000 sq mi)の領地と人口約100万を獲得、資源面でも名声でも大きな利益となった。3度にわたるシュレージエン戦争はヨーロッパの外交情勢を大きく変え、普墺角逐の始まりを象徴した。フレデリック2世は同年、のちにブンデストラカライとなる国立印刷局を創設した。
そして、普墺角逐は1866年の普墺戦争にいたるまで1世紀以のドイツ史に大きな影響を与えることとなった。

### プロイセン
プロイセンという小国が予想外にハプスブルク帝国を打ち勝ったことにより、プロイセンはバイエルンやザクセンといったドイツ諸侯との競争から脱し、ヨーロッパ列強入りを果たした上、ドイツにおけるプロテスタント諸国の盟主という地位に上り詰めた。オーストリアからの領土割譲により、プロイセンはシュレージエンとグラーツにおける広大な土地を獲得したが、これらの領地は人口が多く、工業化の進んだ地域であるため、プロイセンに多くの労働力と税収をもたらすこととなる。地政戦略上でもシュレージエンは要地であったため、プロイセンがそれを領有したことはザクセンとオーストリアにとって脅威であり、一方でプロイセンにとってもポーランドによる包囲から自身を守る上で不可欠だった。
フリードリヒ2世自身もシュレージエン戦争の勝利で大きくその名を轟かせ、「フリードリヒ大王」という尊称を勝ち取った。フリードリヒ2世の勝利の要因である、エリザヴェータ女帝の死によるロシアの寝返り、外国からの資金援助といった外的要因はすぐに忘れ去られ、フリードリヒ2世の指導者としての力と巧みな戦術のみが長らく人々の記憶に残った。プロイセンという小国がハプスブルク帝国を打ち破り、その戦利品であるシュレージエンをイギリス、オーストリア、ザクセン、ロシア、スウェーデン、そして短期間ながらフランスからも守ったことは同時代の人々にとっては奇跡にしか見えなかったのである。

### オーストリア
シュレージエン戦争での敗北により、ハプスブルク帝国は最も富裕な地域を失い、地位のより低いドイツ諸侯であるプロイセンに降伏したことはハプスブルク帝国の名声を大きく低下させた。また、プロイセンの強大化、並びにプロイセン王フリードリヒ2世とプロイセン軍の名声は長期的にはオーストリアのドイツにおける覇権への脅威になった。神聖ローマ帝国内だけでもザクセン、バイエルン、ハノーファーといったミドルパワーがオーストリアの弱体化に乗じて力をつけようとしており、ハプスブルク帝国がヨーロッパ政治で主導権を握り続けるには改革が必要であることがシュレージエン戦争で露呈した。
しかしながら、マリア・テレジアは皇帝選挙における夫フランツ・シュテファンと息子ヨーゼフ大公への支持をプロイセンから引き出したことで、神聖ローマ帝国における名目上の優位は死守した。また、明らかに下位に見える相手に敗北したことはオーストリア国内で改革のはずみになり、大規模な軍制改革と外交革命という外交政策の方向転換がなされた。プロイセンとの角逐は半世紀もの間、軍政、教育、行政改革などハプスブルク帝国の近代化改革の原動力となる。

## 関連図書
- Chisholm, Hugh, ed. (1911). "Silesian Wars" . Encyclopædia Britannica (英語). Vol. 25 (11th ed.). Cambridge University Press. p. 92.
- 村岡晢『フリードリヒ大王：啓蒙専制君主とドイツ』清水書院、1984年。
- 飯塚信雄『フリードリヒ大王：啓蒙君主のペンと剣』中公新書、1993年。
- S.フィッシャー＝ファビアン 著、尾崎賢治 訳『人はいかにして王となるか』 II、日本工業新聞社、1981年。
- 林健太郎、堀米雇三 編『世界の戦史6：ルイ十四世とフリードリヒ大王』人物往来社、1966年。doi:10.11501/3007374。
- 伊藤政之助『世界戦争史6』戦争史刊行会、1985年。ISBN 978-4562014972。
- 久保田正志『ハプスブルク家かく戦えり：ヨーロッパ軍事史の一断面』錦正社、2001年。ISBN 4-7646-0313-6。
- 『戦略戦術兵器辞典3：ヨーロッパ近代編』学習研究社〈歴史群像グラフィック戦史シリーズ〉、1995年。
- 有坂純『戦史分析 七年戦争』学習研究社〈歴史群像 No.64〉、2008年。